# Franz Wolf
Franz Wolf (ur. 9 kwietnia 1907 w Czeskim Krumlovie, data i miejsce śmierci nieznane) – Niemiec sudecki, fotograf, SS-Scharführer, uczestnik akcji T4, członek personelu obozu zagłady w Sobiborze, skazany w procesie załogi Sobiboru na karę ośmiu lat więzienia.

## Życiorys
Urodził się w mieście Krumau w Kraju Sudetów (ob. Český Krumlov). Z zawodu był fotografem. Po śmierci ojca przejął rodzinny zakład fotograficzny, który prowadził do sierpnia 1939 roku. Odbył obowiązkową służbę wojskową w szeregach armii czechosłowackiej. W 1934 roku wstąpił do Partii Sudeckoniemieckiej; po latach twierdził, że uczynił to, aby polepszyć swoje perspektywy zawodowe. Po zawarciu układu monachijskiego stał się obywatelem III Rzeszy.
W sierpniu 1939 roku został powołany do Wehrmachtu. W szeregach 130. pułku piechoty wziął udział w kampaniach przeciwko Polsce i Francji. 
W listopadzie 1940 roku został przydzielony do personelu akcji T4, czyli tajnego programu eksterminacji osób chorych psychicznie i niepełnosprawnych umysłowo. Skierowano go do „ośrodka eutanazji” w Hadamarze, gdzie pracował jako fotograf. W sierpniu 1941 roku, po oficjalnym zakończeniu akcji, dostarczył negatywy swoich zdjęć do centrali T4 w Berlinie. Zostały one później wykorzystane przez nazistowską propagandę w działaniach mających na celu zwiększenie poparcia społecznego dla likwidacji „życia niegodnego życia”. Od lata 1942 roku do stycznia 1943 roku pracował jako fotograf i laborant w klinice psychiatrii i neurologii w Heidelbergu.
Podobnie jak wielu innych wykonawców akcji T4 został przeniesiony do okupowanej Polski, aby wziąć udział w eksterminacji Żydów. W lutym lub marcu 1943 roku rozpoczął służbę w obozie zagłady w Sobiborze. Wraz z nim trafił tam jego brat Josef, który również był weteranem T4.
W Sobiborze nadzorował więźniów, którzy pracowali w barakach sortowniczych. Sporadycznie pełnił także służbę w „komandzie leśnym”. Gdy do obozu przybywały żydowskie transporty, znajdował się zazwyczaj na terenie obozu II. Był jednym z esesmanów, których zadaniem było dopilnowanie, aby ofiary rozebrały się do naga, a następnie specjalnym korytarzem wykonanym z drutu kolczastego (Schlauch) udały się do komór gazowych w obozie III. Niekiedy pełnił służbę w specjalnym baraku stojącym przy końcowym odcinku Schlauchu, w którym komando „fryzjerów” obcinało włosy prowadzonym na śmierć kobietom. Według Marka Bema miał być także jednym z esesmanów nadzorujących komando karne, do którego trafiali więźniowie oskarżeni o różne występki przeciw obozowemu regulaminowi.
14 października 1943 roku w Sobiborze wybuchł bunt więźniów. Wolf nie poniósł wtedy szwanku, lecz jego brat Josef został zabity przez powstańców. Niedługo później został, podobnie jak większość weteranów akcji „Reinhardt”, przeniesiony do Einsatz R operującej na wybrzeżu Adriatyku. Zadaniem tej jednostki była likwidacja miejscowych Żydów oraz walka z jugosłowiańską i włoską partyzantką. Służył w pododdziałach Einsatz R w Trieście i Fiume. W ostatnim okresie wojny trafił do amerykańskiej niewoli. Z obozu jenieckiego został zwolniony w listopadzie 1945 roku. Przez pewien czas pracował dla armii amerykańskiej jako fotograf. Następnie zamieszkał w Heidelbergu, gdzie zatrudnił się jako magazynier.
W marcu 1964 roku został aresztowany przez zachodnioniemiecką policję. Był jednym z dwunastu podsądnych w procesie załogi Sobiboru, który toczył się w Hagen w latach 1965–1966. Akt oskarżenia przeciwko niemu i jedenastu innym esesmanom został wniesiony w czerwcu 1964 roku. Wolfowi postawiono zarzut współudziału w masowym mordzie na 115 tys. osób. Najcięższe z wysuniętych przeciw niemu oskarżeń dotyczyło śmierci jednego z żydowskich kapo. Wolf miał go wysłać na egzekucję do obozu III, gdyż kapo został przyłapany, gdy usiłował zobaczyć, co dzieje się tej w ściśle strzeżonej strefie zagłady. Został jednak oczyszczony z tego zarzutu, gdyż była więźniarka, która złożyła w tej sprawie zeznanie, nie była w stanie udowodnić, że Wolf osobiście odprowadził kapo do obozu III, ani, że ten ostatni rzeczywiście został tam zabity. Ostatecznie wyrokiem z 20 grudnia 1966 roku Wolf został uznany winnym pomocnictwa w zbiorowym mordzie na 39 tys. osób i skazany na karę ośmiu lat pozbawienia wolności.